# Myoprocta pratti
Espèce
Statut de conservation UICN

 LC  : Préoccupation mineure
L 'acouchi vert, agouti nain ou encore guatín (Myoprocta pratti) est une espèce de rongeurs de la famille des Dasyproctidae.

## Répartition
Cette espèce est présente au Venezuela, en Colombie, en Équateur, au Pérou, au Brésil et en Bolivie.

## Nomenclature et systématique
L'espèce a été décrite pour la première fois en 1913 par le zoologiste britannique Reginald Innes Pocock (1863-1947). Elle est ainsi nommée en hommage à l'explorateur et naturaliste britannique Antwerp Edgar Pratt (vers 1850, vers 1920).
Cet acouchi dont la robe présente des nuances vert-olive, était autrefois nommé parfois Myoprocta agouti par certains auteurs, nom qui est réservé depuis 2001 à l'espèce voisine, au pelage plus rouge, et avec laquelle il ne faut pas le confondre.

### Synonymes
Selon Mammal Species of the World (version 3, 2005)  (7 mai 2013) :
- archidonae Lönnberg, 1925
- caymanum Thomas, 1926
- limanus Thomas, 1920
- milleri Allen, 1913
- parva Lönnberg, 1921
- puralis Thomas, 1926

### Liste des sous-espèces supposées
Selon Paleobiology Database (7 mai 2013) :
- sous-espèce Myoprocta pratti limanus